# Васильева-Шляпина, Галина Леонтьевна
Гали́на Лео́нтьевна Васи́льева-Шля́пина (род. 8 мая 1948, Хакасская АО, Красноярский край, СССР) — советский и российский искусствовед, историк искусства. Доктор искусствоведения, профессор. Автор многочисленных книг и альбомов-монографий по изобразительному искусству.

## Биография
В 1968 году поступила в Новосибирский государственный университет и окончила в 1973 году по специальности «история».
С 1977 по 1984 год обучалась в Институте живописи, скульптуры и архитектуры им. И. Е. Репина Российской академии художеств по специальности «искусствовед».
В 1988 году в Санкт-Петербургском государственном академическом институте живописи, скульптуры и архитектуры им. И. Е. Репина под научным руководством  академик Российской академии художеств, доктор искусствоведения В. А. Леняшина защитила диссертацию на соискание учёной степени кандидата искусствоведения по теме «В. И. Суриков — портретист».
В 1996 году принята в члены International Association of Art Critics (AICA, Paris, France).
В 2002 году в Санкт-Петербургском государственном академическом институте живописи, скульптуры и архитектуры им. И. Е. Репина защитила диссертацию на соискание учёной степени доктора искусствоведения по теме «Портрет и картина в творчестве В. И. Сурикова»
Профессор кафедры русского языка, литературы и речевой коммуникации Института филологии и языковой коммуникации Сибирского федерального университета.
В настоящее время председатель Научного совета Красноярского фонда имени В. И. Сурикова, президент фонда эстетического развития «Молодежь и искусство», активная участница ежегодных «Суриковских чтений». Член Союза журналистов России (с 1981 года).
Автор более 160 публикаций. Научные интересы и основные исследовательские работы посвящены проблемам русского изобразительного искусства и художественной культуре России XIX—XX веков.

## Основные кураторские проекты, выставки
- Организация студенческих конференций (ежегодных) в Красноярском госуниверситете: осенние конференции на тему «Молодежь и искусство», зимние — на тему «Великий русский художник В. И. Суриков -глазами студентов»:
- Выставка красноярской художницы Эльвиры Мотаковой «Тайга заповедная» (август 2002):
- Организация выставки «Молодые художники Сибири»:
- Организация выставки «Сибирский дизайн».

## Научные труды

### Монографии
- Васильева-Шляпина Г. Л.Андрей Поздеев-портретист. Красноярск: Сиенит, 2003, 2006;
- Васильева-Шляпина Г. Л. В. Суриков. М.: издательство: «Красная площадь», — 2002. — 96 с. ISBN 5-900743-19-5;
- Васильева-Шляпина Г. Л. Изобразительное искусство: история зарубежной, русской и советской живописи. — М.: Академический проект; Фонд «Мир». — 2007. — 528 с. ISBN 9785829108748, ISBN 9785902357711;
- Красноярская художница Э. Мотакова. Красноярск. 2002.
- Васильева-Шляпина Г. Л. Любителю искусства. Курс лекций. Красноярск: Сиенит, 2007;
- Васильева-Шляпина Г. Л. Прогулки по залам Музея изящных искусств в Бостоне. Красноярск: Сиенит, 2008;
- Васильева-Шляпина Г. Л. Сибирские красавицы В. И. Сурикова. Портрет в творчестве художника. Монография. СПб: Иван Фёдоров, 2002. 352с.;
- Васильева-Шляпина Г. Л. Теория и история изобразительного искусства. Красноярск: Издательство «В. Суриков», 1997;
- Васильева-Шляпина Г. Л. Типологический образ в русской живописи второй половины XIX — начала XX веков. Красноярск: Платина, 1999;
- Васильева-Шляпина Г. Л. Художники рисуют кошек. Анималистический жанр. Красноярск: Сиенит, 2009.

### Статьи
- Доклад «Новая атрибуция произведений В. И. Сурикова в русском изобразительном искусстве второй половины XIX века» на XXII научной конференции КГУ «Проблемы культуры, социологии, филологии», Красноярск, 2005, С. 5-16;
- Автопортретный жанр в мировом изобразительном искусстве. // Вестник Красноярского государственного университета. серия «Гуманитарные науки», № 6, 2005 г. стр. 90-94
- Доклад «Мифы и реальность социалистического реализма в изобразительном искусстве 1930-х годов» на научно-практической конференции «Суриковские чтения» // В сб. «Суриковские чтения», Красноярск, 2008, С. 147—158;
- Доклад «Советское государственное руководство художественной жизнью: от поисков диалога к идеологизированному диктату (1917-1920-е гг)» на конференции СПб ГУП «Социально-культурная сфера, образование, право» // В сб. статей по материалам конференции СПб ГУП «Социально-культурная сфера, образование, право», Красноярск, 2008, С. 3-28.
- Бостонский музей изящных искусств. Музеи мира. Юный художник. 2009. № 7. С. 28-34;

### Другое
- Васильева-Шляпина Г. Л.Буклет о творчестве современного красноярского художника А. М. Знака. Красноярск. 2000;
- Васильева-Шляпина Г. Л. Буклет о творчестве современного красноярского художника А. Г. Поздеева. Красноярск. 1999;